# 76 (nombre)
« Soixante-seize » et « septante-six » redirigent ici. Pour l'année, voir 76.
Le nombre 76 (septante-six ou soixante-seize) est l'entier naturel qui suit 75 et qui précède 77.

## En mathématiques
Le nombre 76 est :
- Un nombre composé deux fois brésilien car 76 = 4418 = 2237.
- Un Nombre de Lucas : la suite de terme général

{\displaystyle u_{n+2}=u_{n+1}+u_{n}\,} débutant par {\displaystyle u_{0}=1\,} et {\displaystyle u_{1}=3\,} (dite suite de Lucas) a pour premier termes 1, 3, 4, 7, 11, 18, 29, 47, 76…
- Un nombre automorphe : son carré, 5776, se termine par 76.
- Un nombre nontotient : il n'y a aucune solution à l'équation {\displaystyle \varphi (x)=76\,} ({\displaystyle \varphi \,} étant l'indicatrice d'Euler ou fonction totient).
- Un nombre 14-gonal ou tetrakaidecagonal.
- Un nombre pentagonal centré.

## Dans d'autres domaines
Le nombre 76 est aussi :
- Le numéro atomique de l'osmium, un métal de transition.
- le numéro de la sourate Al-Insan dans le Coran.
- La hauteur en centimètre de mercure correspondant à la pression atmosphérique standard, dans un baromètre de Torricelli.
- Le n° du département français de la Seine-Maritime.
- Années historiques : -76, 76 ou 1976.
- Ligne 76 (Infrabel).